# Paul Lazarsfeld
Paul Felix Lazarsfeld (Wenen, 13 februari 1901 – Newark, New Jersey, 30 augustus 1976) was een van de leidende figuren van de Amerikaanse sociologie. Hij was de oprichter van het Bureau of Applied Social Research van de Columbia University en had grote invloed op de organisatie en technieken van sociaal onderzoek. Zijn bijdragen leverden hem de titel "founder of modern empirical sociology" op.

## Invloed
Lazarsfeld maakte grote vorderingen in de statistische surveyanalyses, panelmethoden, latente-structurenanalyse en de contextuele analyse. Hij wordt ook beschouwd als de medeoprichter van de wiskundige sociologie. Veel van zijn ideeën hadden een dermate grote invloed dat ze vandaag de dag als evident worden ervaren. Hij is tevens bekend vanwege het ontwikkelen van de Two-Step Flowtheorie van communicatie.
Lazarsfeld leverde ook een significante bijdrage aan het trainen van vele jonge sociologen. Paul Nerauth, een van de biografen van Lazarsfeld, schreef dat "tientallen boeken en honderden artikelen door zijn studenten, en de studenten van zijn studenten, nog steeds de geest uitdragen van het werk van deze man". Een van de succesvolste studenten van Lazarsfeld was Barney Glaser. Deze stelde de gefundeerde theoriebenadering voor - 's werelds meest geciteerde methode voor het analyseren van kwalitatieve data. Index formation en kwalitatieve wiskunde waren beide onderwerpen die werden aangeleerd door Lazarsfeld en deze hebben, volgens Glaser, een grote betekenis voor de verschillende onderdelen van de gefundeerde theorie. Een andere student van Lazarsfeld in Colombia was James Samuel Coleman. Hij leverde belangrijke bijdragen aan sociale leertheorieën en werd het hoofd van de American Sociological Association.
Lazarsfeld had ook bijgedragen bij het ontwikkelen van instituten voor academische sociologie in Amerika, waaronder het collaborative research en het shop model.
Paul Lazarsfeld was voorzitter van de American Sociological Association (ASA) en de Amerikaanse Associatie voor Publieke Opinie Onderzoek. Hij ontving veel eretitels van verschillende universiteiten, waaronder die van Chicago, Colombia, Wenen en Parijs. Het departement voor sociaal onderzoek aan de universiteit van Colombia werd naar hem genoemd.

## Oostenrijk
Lazarsfeld werd geboren in Wenen en had Joodse ouders. Daar ging hij ook naar school en behaalde uiteindelijk een doctoraat in de wiskunde (zijn doctoraal proefschrift betrof wiskundige aspecten van de zwaartekrachttheorie van Einstein). Rond 1920 bevond hij zich in dezelfde kringen als de Wiener Kreis, hierin zaten onder meer Otto Neurath en Rudolf Carnap. Hij kwam naar de sociologie door middel van zijn kennis op het vlak van wiskunde en de kwalitatieve methodes. Hij participeerde in een aantal vroege kwantitatieve studies, waaronder de waarschijnlijk eerste wetenschappelijke survey van radioluisteraars in 1930-1931. In 1926 trouwde hij met de sociologe Marie Jahoda. Samen met Hans Zeisel schreven ze een klassieke studie betreffende de sociale impact van werkloosheid op een kleine gemeenschap: Die Arbeitslosen von Marienthal (1933). Hij scheidde van Marie in 1934 en trouwde met zijn collega Herta Herzog. In 1945 scheidde zij van hem.

## Naar Amerika
De studie over Marienthal trok de aandacht van de Rockefeller Foundation, wat leidde tot een twee jaar durende reis door de Verenigde Staten. Van 1933 tot 1935 werkte Lazarsfeld samen met de Federal Emergency Relief Administration (FERA) waarbij hij rondtrok door Amerika. Daarbij maakte hij contact en bezocht hij de weinige universiteiten die programma's hadden, gerelateerd aan empirisch sociaal-wetenschappelijk onderzoek. Rond die periode ontmoette Lazarsfeld Luther Fry aan de universiteit van Rochester (wat de inspiratie verschafte voor het onderzoek voor Personal Infuence, wat twintig jaar later werd geschreven) en Robert Staughton Lynd die de Middletown study heeft geschreven. Lynd zou een centrale rol spelen bij het helpen emigreren van Lazarsfeld naar de Verenigde Staten, hij zou hem tevens voorstellen als leider voor het Newark Center en Princeton Office of Radio Research.
Lazarsfeld kwam in contact met de Psychological Corporation, een non-profitorganisatie met als doel om technieken van toegepaste psychologie in het bedrijfsleven te integreren, en stelde een aantal projecten voor die echter werden afgekeurd, omdat ze niet genoeg commerciële waarde zouden hebben of te nauw betrokken zouden zijn. Hij hielp ook John Jenkins, een toegepaste psycholoog aan de universiteit van Cornell, een introductie in de statistiek te vertalen die Lazarsfeld had geschreven voor zijn Weense studenten (Say it With Figures).

## Newark
Aan het einde van de reis door de Verenigde Staten rond 1935 was een terugkeer naar Wenen uitgesloten door het politieke klimaat daar. Lazarsfeld besliste om in Amerika te blijven. Hij werd benoemd tot directeur van de studentenvoorzieningen voor de Nationale Jongeren Administratie, gevestigd in de universiteit van Newark (nu de Newark campus van de Rutgers universiteit). Een jaar later richtte hij in Newark een instituut op vergelijkbaar met zijn onderzoekscentrum in Wenen. Hij institutionaliseerde het onderzoeksveld naar opinieonderzoek, Lazarsfeld vond dit zijn belangrijkste bijdrage. Hij zag zijn instituut als een belangrijke brug tussen Europese en Amerikaanse onderzoeksmodellen en stelde de toekomst van zijn instituut voor zijn persoonlijke carrière. Een voorbeeld: hij werkte onder een pseudoniem om de indruk te wekken dat zijn centrum in Newark een groter aantal personeelsleden kende.
Het Newark centrum trok succesvol de aandacht, zowel voor de empirische studies als voor Lazarsfeld als onderzoeksmanager. De onderzoeken die in het instituut werden gedaan tussen 1935 en 1937 (waaronder onderzoek voor het boek The Unemplyed Man and His Family van Mirra Komarovsky) toonden aan dat empirisch onderzoek belangrijk en nuttig kon zijn voor zowel het bedrijfsleven als de academici. 
Onder de noemer 'Administratief Onderzoek' werkte een grote groep experts in een onderzoekscentrum, daarbij zetten ze tal van sociaalwetenschappelijke onderzoeksmethodes in – statistisch analyseren van data, focuswerkgroepen etc. - om bepaalde problemen voor specifieke cliënten op te lossen. De financiering gebeurde niet alleen door de universiteit, maar ook door commerciële cliënten. Dit resulteerde in studies zoals bijvoorbeeld twee lange verslagen aan de zuivelindustrie betreffende factoren die de consumptie van melk beïnvloeden en een vragenlijst om mensen te laten oordelen of ze al dan niet te veel winkelen (voor het tijdschrift Cosmopolitan).
Lazarsfeld werd in Newark ook benoemd als het hoofd van de Princeton Office voor het Radio Project, wat later verhuisde naar Colombia. In 1937 probeerde hij eerst het project naar Newark te brengen, maar toen dat verzoek werd afgewezen splitste hij zijn tijd tussen het project en zijn instelling in Newark. Hij vreesde (misschien terecht) dat zijn centrum zou falen zonder zijn management. Bij het project verruimde hij de doelen vooropgesteld door zijn assistent-directeurs, Hadley Cantril en Frank Stanton en in een speciale uitgave van het Journal of applied psychology in februari 1939, bewerkt door Lazarsfeld, verbond hij enkele van de verschillende onderzoeken waar het Project mee bezig was. Lazarsfeld vond deze publicatie nodig omdat er 'geen centrale theorie duidelijk was, en we begonnen geruchten te horen dat belangrijke personen in vraag begonnen te stellen of we wel wisten wat we aan het doen waren' (Lazarsfeld 1969). Maar in de lente van 1939 waren de ambtenaren van de Rockefeller Foundation nog steeds niet overtuigd en 'er waren meer harde bewijzen van succes' nodig vooraleer ze weer zouden financieren. Het resultaat was Radio en de Printed Page. Deze twee publicaties versterkten en bepaalden het veld van communicatie.

## Colombia
Na een ruzie met Cantril, die waarschijnlijk een financiële oorzaak had, verhuisde het Radio Project naar de universiteit van Colombia waar het uitgroeide tot het alom geprezen Bureau of Social Research. In Colombia werd vooral stemgedrag onderzocht, en een studie van de stemming in november 1940 werd gepubliceerd als The People's Choise, een boek dat wezenlijke gevolgen heeft gehad voor de aard van politiek onderzoek.
Gedurende de jaren 40 werd massacommunicatie een apart werkveld. Lazarsfelds interesse in de overredende elementen van massacommunicatie werden een zeer belangrijk onderwerp gedurende de Tweede Wereldoorlog. Dit leidde tot een stijgende aandacht en financiering voor communicatieonderzoek. In de jaren 50 was er een stijgende bezorgdheid over de macht van massamedia, en Lazarsfeld bracht samen met Elihu Katz Personal Influence uit, dat de two-step flow van communicatie, opinieleiderschap en de gemeenschap als filter voor massamedia voorstelde. Samen met Robert K. Merton, populariseerde hij het idee van een narcotiserende disfunctie van media, samen met de functionele rollen in de samenleving.
Lazarsfeld stierf in 1976. Hij had een zoon, Robert Lazarsfeld, die nu een wiskundeprofessor is aan de Universiteit van Michigan, hij publiceerde Positivity in Algebraic Geometry (Springer) in 2004.

## Kritiek
Een groot deel van het onderzoek van Lazarsfeld betrof het individuele proces van beslissingen nemen en hoe dit werd beïnvloed door de massamedia. De Marienthal study was een uitzondering omdat het vooringenomen was naar de gemeenschap toe. Maar in alle studies die werden uitgevoerd in plaatsen na Marienthal (bijvoorbeeld: Sanusky, Elmira en Decatur) was het individu meer het voorwerp van onderzoek. Hoewel Lazarsfeld zijn eigen onderzoeken niet zag als de enige benadering om communicatie te onderzoeken zijn er anderen die zijn 'administratief onderzoek' - commercieel en militair gefinancierd - zagen als een overweldigende beweging naar empirisch, op korte termijn en op effecten gebaseerd onderzoek.
Het overgewicht aan administratief onderzoek voorzag de critici van voer. Theodor W. Adorno, die samengewerkt heeft onder Lazarsfeld aan het Radio Project, begon een intellectuele traditie te representeren die in contrast stond met de toewijding voor empirisme en de bereidwilligheid om met de industrie samen te werken die kenmerkend waren voor Lazarsfeld. Daarnaast was de focus van Lazarsfeld op empirisch onderzoek in plaats van grote theorieën ('abstract empirisme' in de woorden van C. Wright Mills) een van de prikkels die Robert K. Merton aanspoorden om de zogenoemde 'theorie van de middelbare reikwijdte' te ontwikkelen.
Op het einde dacht hij dat zijn ideeën over empirisch onderzoek niet op een zo grote schaal waren ontvangen als hij had gehoopt. In een van zijn laatst gepubliceerde papers, Communication Research en Its Applicatiosn: A Postscript (1976), betreurde hij het dat het tij was gekeerd tegen empirisch onderzoek en dat "terwijl er een steeds groter wordend aandeel van schrijvers de nood voor empirisch onderzoek aangaven, het zeker niet het meest populaire onderwerp was onder sociologen".

## Lazarsfelds werk met Robert K. Merton
Lazarsfeld was bekend voor zijn bekwaamheid om productieve samenwerkingsverbanden te creëren met uiteenlopende denkers. Een van zijn meest gelauwerde samenwerkingen was met Robert K. Merton. Zowel Merton als Lazarsfeld waren nieuwe faculteitsleden aan de Universiteit van Colombia op het departement sociologie benoemd in 1941. Merton werd gezien als een veelbelovende theoreticus, terwijl Lazarsfeld werd beschouwd als een methodologische specialist. Blijkbaar had het paar weinig contact, totdat Merton en zijn vrouw op zaterdagavond 23 november 1941 kwamen eten in Lazarsfelds appartement in Manhattan.
Bij aankomst vertelde Lazarsfeld aan Merton dat de Office of New Facts and Figures van de Amerikaanse overheid hem zopas had gevraagd een radioprogramma te evalueren. Zodoende vergezelde Merton Lazarsfeld naar de radiostudio, terwijl ze hun vrouwen in het appartement achterlieten met een niet opgegeten maaltijd. Lazarsfeld maakte gebruik van de beroemde Stanton-Lazarfeld Program- Analyser om de reacties van luisteraars vast te leggen en in de daaruit voortvloeiende interviews die ze uitvoerden was Merton aanwezig om ervoor te zorgen dat alle vragen naar behoren werden beantwoord. Dit wordt gedacht het begin te zijn van 'focusgroepinterviews', of wat we nu kennen onder de noemer 'focusgroep'. Het was ook de start van een vruchtbare en invloedrijke samenwerking op het vlak van communicatiestudies.
De publicatie waarvan Lazarsfeld en Merton het meest bekend zijn, is hun Mass Communication, Popular Tases, and Organized Social Action (1948). De publicatie is een canonieke tekst in de mediastudies. Lazarsfeld en Merton wilden de opkomende publieke interesse in problemen betreffende media- of massacommunicatie uiteenzetten. Na een kritische beschouwing van algemene en problematische benaderingen van de massamedia – daarbij opmerkend dat de gewone aanwezigheid van deze media onze samenleving niet zo diep raken als vaak wordt gedacht – werken ze hun werk uit door middel van drie aspecten die zij beschouwen als het probleem. Ze zetten drie 'sociale functies' in het licht die een grote invloed hebben op het toenmalige beeld. De eerste is de 'status conferral function': dit wordt door hen beschreven als een manier waarop de media status, dan wel waarde, toekennen aan maatschappelijke kwesties, personen, organisaties en maatschappelijke bewegingen. Daarbij verwerft het onderwerp status niet alleen dankzij een positieve portrettering in de media, maar door het simpele feit dat het onderwerp in de media behandeld wordt. Zoals Lazarsfeld en Merton het verwoorden: “If you really matter, you will be at the focus of mass attention and, if you are at the focus of mass attention, then surely you must really matter.” Personen, systemen en ideeën worden zodoende gelegitimeerd, ongeacht context en inhoud. De tweede functie is 'enforcement of social norms'. Volgens Lazarsfeld en Merton houden de media bestaande sociale normen intact. Dat doen zij door aandacht te vestigen op bekende figuren die zich niet aan de publieke moraal houden. Simpel gezegd zijn dit voorbeelden van 'hoe het niet moet'. Daarmee houden de media een zwart-witbeeld in stand van de aangenomen sociale normen. Individuen, die in hun privéleven vaak tolerant zijn tegenover dit soort morele afwijkingen, worden nu opgeroepen zich publiekelijk tegen deze deviaties uit te spreken en actie te ondernemen. Een van de gevolgen hiervan is dat de status van de media versterkt wordt, en daarmee worden zowel de belangen van de maatschappij als van de mediabedrijven gediend. De derde en misschien bekendste functie is de 'narcotizing dysfunction'. Als derde sociale functie van media postuleren Lazarsfeld en Merton dat de overvloed aan informatie die is ontstaan dankzij de uitgebreide communicatiemogelijkheden, het publiek niet enerveert, maar juist verdooft. De mens wordt laconiek: geïnformeerd zijn staat gelijk aan actieve deelname. Tevens laat het bestuderen van de informatie geen tijd meer voor over om wat met deze nieuw verworven kennis te doen.
De rest van de publicatie behandelt de eigendomsstructuur en de werking van de massamedia die specifiek zijn voor de Verenigde Staten – vooral het feit dat in het geval van tijdschriften, kranten en radio reclame 'de onderneming ondersteunt': 'Big business finances the production and distribution of mass media ... he who pays the piper generally calls the tune'. Ze duiden ook op de daaruit voortvloeiende problemen van sociaal conformisme en overdenken de impact ervan op de populaire smaak. Het laatste deel van de publicatie gaat over een onderwerp dat in het oog sprong in de naoorlogse periode: propaganda voor sociale doeleinden. In hun limited effects model stellen ze drie condities voor om de effectiviteit van dergelijke propaganda te garanderen. Allereerst is er 'monopolisation': de uitgesproken gedachte moet niet tegengesproken worden. Als voorbeeld wijzen Lazarsfeld en Merton naar het effect van politieke campagnes in Amerika: de propaganda van een Democratische mediacampagne wordt geneutraliseerd door een Republikeinse campagne en vice versa. Ten tweede hebben we 'Canalization'.
Dit beschrijft het kanaliseren van een al bestaand gedachtegoed. Het is namelijk moeilijk om nieuwe ideeën bij het publiek te introduceren, omdat deze kunnen conflicteren met al bestaande ideologieën en gedragingen. Wat wel kan, stellen Lazarsfeld en Merton, is om binnen de bestaande constructie mensen een kant op te sturen. Als derde hebben we dan 'Supplementation'. Hier stellen ze dat de propaganda-uitingen ondersteund moeten worden buiten de media: in contact met leeftijdsgenoten en personen met autoriteit, moet het materiaal besproken en bevestigd worden. Hierbij kan geweld toegepast worden. Zowel de nazi's als de Sovjetheersers wisten dit concept met veel succes toe te passen. Wel kost deze methode veel tijd en geld.
Het klassieke essay van Lazarsfeld en Merton is lange tijd bekritiseerd geweest als een 'hoogtepunt van de dominante-effectentraditie in de communicatietheorie'. Hoewel, revisionisten hebben nu meer aandacht voor de verscheidenheid aan beschouwingen die het bevat, van 'kritische' communicatietraditie, tot empirische, methodologische en kwantitatieve benaderingen.